# Dina Kaminskaïa
Dina Isaacovna Kaminskaïa (en russe : Ди́на Иса́аковна Ками́нская ; 13 janvier 1919 à Iekaterinoslav - 7 juillet 2006 à Falls Church) est une avocate et militante des droits de l'homme en Union soviétique. Pour échapper aux poursuites, elle et son mari s'exilent aux États-Unis en 1977.  

## Biographie
Née dans une famille juive à Iekaterinoslav, elle grandit à Moscou où son père est le directeur de la Banque industrielle d'URSS.
L'écrivain Iouli Daniel confie sa défense à Kaminskaïa quand, en décembre 1965, il est poursuivi avec Andreï Siniavski, mais l'État refuse de la laisser plaider. Elle défend ensuite, dans la mesure du possible avec les limites du système juridique conçu comme un instrument du pouvoir soviétique, d'autres dissidents : Vladimir Boukovski en 1967, Iouri Galanskov, Anatoli Martchenko, Larissa Bogoraz, Pavel Litvinov, et Moustafa Djemilev. 
Kaminskaïa est empêchée de défendre Bukovsky en 1971 et Sergei Kovalyov en 1975. En 1977, après l'avoir privée de son permis d'exercice, on lui interdit de défendre Anatoly Shcharansky. Ses activités au service des dissidents politiques amènent Kaminskaïa à s'exiler en 1977. 
Le livre de Kaminskaïa, Final judgment: my life as a Soviet defense attorney, traduit par Michael Glenny est publié en anglais en 1982,. En 1984, le livre est publié en russe sous le titre Notes d'avocat. 
Elle meurt à Falls Church en Virginie le 7 juillet 2006. 

## Postérité
L'ouvrage Stars of Advocacy qualifie Dina Kaminskaïa et Sofia Kallistratova de stars de la profession juridique en Russie soviétique. 
La série télévisée Zastoupniki (« Justiciers ») diffusée en 2020 en Russie est inspirée de son ouvrage autobiographique. 